# Samantha Quan
Samantha Quan, född 2 september 1975 i Vancouver, är en kanadensisk producent och skådespelare inom independentfilm. Hon är mest känd för att ha producerat filmerna Red Rocket (2021) och Anora (2024), regisserade av hennes make Sean Baker. För den sistnämnda filmen vann hon Oscar för bästa film.

## Biografi

### Tidiga år och utbildning
Quan föddes och växte upp i Vancouver tillsammans med sin syster Jojo. Hennes föräldrar tillhör det kinesisk-vietnamesiska hoafolket som tvingades lämna Saigon efter den vietnamesiska republikens nederlag våren 1975. Under hennes uppväxt drev fadern en kinarestaurang.
1998 avlade Quan filosofie kandidatexamen i teater vid University of British Columbia. Tre år senare slutförde hon sina fortsättningsstuder med en masterexamen vid New York University Tisch School of the Arts.

### Skådespelarkarriär
Som skådespelare har Quan deltagit i mindre roller i ett antal olika TV-serier och filmer. Det inleddes 1996 med rollen "Kelly" kortfilmen Love Taps och fortsatte året efter med en roll som "vacker flicka" i TV-serien Breaker High. Därefter har hon bland annat synts i fyra olika CSI-produktioner, The District, OC, Three Moons over Milford, Balls Out, Elementary och Home Before Dark. 2003 spelade hon rollen "Lori" i långfilmen Hur man blir av med en kille på 10 dagar.
2016 uppmärksammades Quan för sin medverkan i Vietgone, en pjäs på New York-baserade Manhattan Theatre Club (MTC) om vietnamesiska "båtflyktingar" som inleder en relation på ett tillfälligt flyktingläger i USA. Pjäsförfattaren Qui Nguyen återkom 2023, även då på MTC, med Poor Yella Rednecks där Quan spelar en äldre huong-kvinna född i Vietnam. Den här pjäsen fortsätter beskrivningen om vietnamesiska immigranter till USA som letar efter den "Amerikanska drömmen".

### Samarbeten med Sean Baker
Quans första samarbete med Sean Baker skedde som assistent på en reklamfilm för Kenzo 2015. Därefter har hon bidragit med produktion eller produktionshjälp på alla hans kommande långfilmsprojekt.
I samband med produktionen av The Florida Project 2016 bidrog Quan med nödvändig snabbutbildning av Bria Vinaite, som fram till dess saknade erfarenhet av skådespeleri. Varje inspelningsdag fanns Quan på plats, så att hon kunde arbeta vidare med Vinaite efter dagens inspelningspass. Vinaites rolltolkning kom därefter att hyllas av kritiker och med ett flertal prisnomineringar.
2025 vann Quan en PGA Award, som medproducent av Anora. Quan och hennes medproducenter Sean Baker och Alex Coco vann senare Oscar för bästa film. Dessutom nominerades hon för insats till BAFTA Award för bästa film.
På en presskonferens under filmfestivalen i Cannes 2024, där Anora vann Guldpalmen, sa filmens huvudrollsinnehavare Mikey Madison att Baker och Quan brukade spela upp olika samlagställningar, i syfte att instruera skådespelarna. Detta ledde till en debatt omkring betydelsen av intimitetskoordinatorer inom nutida filmproduktion.

## Privatliv
Quan är gift med filmregissören Sean Baker, som hon mötte i början av 2010-talet. Hon har verkat som associerad producent alternativt producent på hans filmer sedan 2017.

## Filmografi

### Som producent
- The Florida Project (2017, regi av Sean Baker) – associerad producent[26]
- Red Rocket (2021, regi av Sean Baker)
- Anora (2024, regi av Sean Baker)

### Som skådespelerska[9]
Medverkan nedan är i TV-serier och 1 avsnitt där ej annat noteras.
- Love Taps (kortfilm, 1996) – Kelly
- Breaker High (1997) – Pretty Girl
- The Education of Max Bickford (2002) – Kelly
- Hur man blir av med en kille på 10 dagar (långfilm, 2003) – Lori
- The Lyon's Den (2003) – Zanne Yamamoto
- The District (2004) – Abby Latham
- Monk (2004) – kvinnlig kontrollofficer
- Jack & Bobby (2004) – Millie
- CSI: New York (2004) – Joanne Cho
- OC (2005) – assistent
- Medium (2005) – Deborah
- The Closer (2005) – polisen Susanna Walsh
- Kalla spår (2006) – Barbie Yen
- The Achievers (2006) – Ellen
- Three Moons Over Milford (2006, 9 avsnitt) – Claire Ling, Clare
- Grey's Anatomy (2008) – Shelly Boden
- House (2008) – Nicole
- CSI: Miami (2008–2009, 4 avsnitt) – Jane Bartlett
- Private Practice (2009) – Kimmy
- Inside the Box (TV-film, 2009) – Grace
- Moon Lake Casino (kortfilm, 2009) – Working Girl
- Castle (2010) – Kathleen Park
- Knots (2011) – Tina
- Bones (2011) – Misty Clemmons
- Suburgatory (2012–2013, 2 avsnitt) – Candi
- The Mentalist (2013) – Megan Parker
- Sake-Bomb (långfilm, 2013) – Tamiko
- Blue (2013) – Dana
- NCIS: Naval Criminal Investigative Service (2013) – Amy Lyndon
- Balls Out (2014, 3 avsnitt) – Mo
- Verdene and Gleneda (2014) – Jennifer Lee
- Våra bästa år (2015) – Marin
- Elementary (2016–2018, 5 avsnitt) – Lin Wen
- Good Grief (långfilm, 2017) – Darcie
- Home Before Dark (2020, 3 avsnitt) – Winnie Witherspoon
- NCIS: Los Angeles (2019) – Diane Vincent
- Writing Around the Christmas Tree (TV-film, 2021) – Gigi